# Cerodontha chilenica
Cerodontha chilenica är en tvåvingeart som beskrevs av Spencer 1982. Cerodontha chilenica ingår i släktet Cerodontha och familjen minerarflugor. Inga underarter finns listade i Catalogue of Life.